# Sol Goldman
Sol Goldman (2 de septiembre de 1917 – 18 de octubre de 1987) fue un promotor estadounidense de bienes inmuebles. Junto con su socio, Alex DiLorenzo, Goldman se convirtió en el mayor inversor no institucional de bienes raíces de Nueva York en la década de 1980, convirtiéndose en última instancia en propietario de una cartera de cerca de 1900 propiedades comerciales y residenciales.

## Biografía
Nacido Usher Selig Goldman, en el seno de una familia judía en Brooklyn, hijo de Fannie y Charles Goldman. Su padre era dueño de una tienda de comestibles. Goldman asistió brevemente a la Universidad de Brooklyn, antes de dedicarse a las operaciones inmobiliarias durante la Gran Depresión. A la edad de 16 años, compró su primera de muchas propiedades embargadas recaudando dinero de sus vecinos. En la década de 1950, se asoció con Alex DiLorenzo, Jr.  Juntos, fueron compradores muy activos durante la década de 1950 y 1960, su portafolio incluía el Edificio Chrysler que compró en 1960. Aunque en la década de 1970 experimentaron dificultades —perdió el Edificio Chrysler y se procedió a su ejecución hipotecaria y su pareja, DiLorenzo, murió en 1975— Goldman siguió invirtiendo, comprando cerca de más de 600 edificios en los años subsiguientes, a través de su empresa Solil Management (nombre derivado de Sol y su esposa, Lil). Goldman era conocido por retener sus propiedades y rara vez las vendía, prefiriendo en su lugar firmar arrendamientos a largo plazo con sus inquilinos (normalmente 99 años) donde estos pagan una renta anual a Goldman y son responsables por los impuestos y el mantenimiento de los edificios.
El Sol Goldman Pancreatic Cancer Research Center de la Universidad Johns Hopkins fue nombrado en su honor, tras una donación de $10 millones.

## Vida personal
En 1941 se casó con Lillian Schuman, que también era judía. con quien tuvo cuatro hijos: Allan H. Goldman, Diane Goldman Kemper, Amy P. Goldman, y Jane Goldman. Después de su muerte a la edad de 70 años, en 1987, poseía la mayor cartera inmobiliaria de Nueva York con más de 600 propiedades valoradas en mil millones de dólares. Su esposa y tres hijas lucharon por los bienes con su esposa, y finalmente, esta recibió un tercio de su patrimonio. Su sobrino, Lloyd Goldman, es también un notable inversor en Nueva York. Sus hijos, Allan Goldman y Jane Goldman administran el resto de activos inmobiliarios que suman un total de seis mil millones de dólares a través de la firma Solil Management.

## Para más información
- Keil, Jennifer Gould, "Looking Back: Sol Goldman, a mogul surrounded by turmoil", The Real Deal, January 2008
- Pincus, Adam, "Sol Goldman’s $6B portfolio in play, as children accelerate dealmaking", The Real Deal, April 2013

- Datos: Q16011896